# Старопетровский (хутор)
Старопетро́вский — хутор в Морозовском районе Ростовской области.
Входит в состав Парамоновского сельского поселения.

## География
В основном территория хутора это степи и балки. Есть 5 прудов, один из которых загрязнен.

## Население
| 2010 |
| ---- |
| 588  |

## Улицы
| - ул. Абрикосовая, - ул. Ветеранов, - ул. Виноградная, - ул. Лютиковая, | - ул. Набережная, - ул. Новая, - ул. Степная. |